# Anfisa Letyago
Anfisa Letyago   (Mirny, 5 de març de 1990) és una discjòquei i productora de música electrònica italiana d'origen rus resident a Nàpols. Letyago ha aconseguit el reconeixement com a punxadiscos de tecno arran de ser nomenada «DJ de l'any» als premis Billboard Italia Women in Music de 2024.

## Trajectòria
Letyago va néixer a Rússia i té el pare italià. La seva família es va establir a Nàpols el 2002, on va començar a punxar el 2009. Va començar a ser coneguda internacionalment quan Carl Cox el 2018 va donar a conèixer els seus discos. Leyago defineix la seva música com a groovy techno. El 2019 va fundar el segell discogràfic N:S:DA.
L'any 2022 Letyago va aparèixer a la portada de la revista musical Mixmag. El mateix any, va publicar la cançó «Rosso Profondo» amb certa controvèrsia a causa d'una acusació de plagi, que va negar. Ha aparegut diverses vegades a BBC Radio 1. El 2024 Letyago va signar amb un segell discogràfic filial de Sony Music, Noted Records.

## Discografia

### EP
- Bright Lights EP (2019, Nervous)[12]
- Escolta (2021, NSDA)[13]
- Nisida (2021, NSDA)